# Dol Dol Bolaghi
Dol Dol Bolaghi – wieś w Iranie, w ostanie Azerbejdżan Zachodni, w szahrestanie Takab. W 2006 roku liczyła 115 mieszkańców.